# Asalto al Banco Central (sèrie de televisió)
Asalto al Banco Central és una minisèrie de televisió catalana d'atracaments, drama criminal i drama històric produïda per Brutal Media per a Netflix. És protagonitzada per Miguel Herrán, María Pedraza, Hovik Keuchkerian i Isak Ferriz. Es va estrenar en Netflix el 8 de novembre de 2024.

## Trama
Barcelona, 23 de maig de 1981. Han passat tres mesos exactes des de l'intent de cop d'estat en el congrés dels diputats quan onze homes encaputxats entren en la seu del Banco Central de Barcelona. El que comença com un espectacular atracament aviat es converteix en un veritable desafiament per a la recent democràcia espanyola. Els atracadors tenen més de 200 ostatges en el banc i amenacen de matar-los si el govern no accedeix a alliberar al coronel Tejero i a altres tres responsables del 23F.

## Repartiment

### Principal
- Miguel Herrán com a José Juan Martínez "El Rubio"
- María Pedraza com a Maider Garmendia
- Hovik Keuchkerian com a Bernardo García "Berni"
- Isak Férriz com el comissari Francisco "Paco" López

Amb la col·laboració especial de:
- Patricia Vico com a Isabel Ruig
- Roberto Enríquez com el delegat del Govern
- Tito Valverde com el general José Luis Aramburu Topete
- Fernando Cayo com el general Pajuelo

### Recurrent
- Juanjo Ballesta com a José María Cuevas
- Claudio Villarrubia com a Cristóbal Valenzuela
- Tomy Aguilera com a Jorge Valenzuela
- Óscar Rabadán com el president Leopoldo Calvo-Sotelo (Episodi 1 - Episodi 3; Episodi 5)
- Alfredo Villa com l'inspector Serrano (Episodi 1 - Episodi 3; Episodi 5)
- Pablo Vázquez com l'assistent de Calvo Sotelo (Episodi 1 - Episodi 3; Episodi 5)
- Manuel Sánchez Ramos com a Ramón Rollán
- Marc Marini Calvo com a Tomás Paz
- Javier Lera com a Mariano Bolívar
- Jorge Silvestre com a Miguel Ángel Millán
- Viktor Beltrán com a Francisco Domínguez
- Carlos Piera com a Alberto Ost
- Chemi Hitos com a Juan Manuel Quesada
- Gerard Torres com a Rafael Edo
- Alba de la Fuente com a Carmen (Episodi 1; Episodi 3 - Episodi 4)
- José Luis Alcobendas com a Miguel Vilagrán (Episodi 1; Episodi 3; Episodi 5)
- Pablo Béjar com a Ricardo Martínez (Episodi 1 - Episodi 2; Episodi 5)
- Roberto Álamo com el tinent general Emilio Alonso Manglano (Episodi 2 - Episodi 5)
- Carlos Manuel Díaz com el cap superior de Policia (Episodi 2 - Episodi 5)
- Manuel Menárguez com el comandant Carlos Holgado (Episodi 2 - Episodi 5)
- Xavi Lite com a Antonio Tejero (Episodi 2)
- Enrique Berrendero com a Narcís Serra (Episodi 2 - Episodi 3; Episodi 5)
- Carlos Villarino com a Francisco Laína (Episodi 2; Episodi 5)
- Carlos Cañas com el capità Gil Sánchez Valiente (Episodi 2)
- Paula Muñoz com a Cristina Valenzuela (Episodi 4)
- Alberto Fraga com a Pedro (Episodi 4)

## Episodis
| Núm. | Títol                      | Direcció          | Guió          | Data d'emissió original |
| ---- | -------------------------- | ----------------- | ------------- | ----------------------- |
| 1    | «¡Todo el mundo al suelo!» | Daniel Calparsoro | Patxi Amezcua | 8 de novembre de 2024   |
| 2    | «Off the record»           | Daniel Calparsoro | Patxi Amezcua | 8 de novembre de 2024   |
| 3    | «Tictac, tictac»           | Daniel Calparsoro | Patxi Amezcua | 8 de novembre de 2024   |
| 4    | «El Número 1»              | Daniel Calparsoro | Patxi Amezcua | 8 de novembre de 2024   |
| 5    | «La hora de la verdad»     | Daniel Calparsoro | Patxi Amezcua | 8 de novembre de 2024   |

## Producció
L'octubre de 2023, Netflix va anunciar que havia iniciat el rodatge d'una minisèrie sobre l'assalt al Banco Central de Barcelona, Asalto al Banco Central, amb la qual buscava repetir l'èxit de La casa de paper. La sèrie va ser escrita per Patxi Amezcua, dirigida per Daniel Calparsoro i produïda per Brutal Media. A més, es van anunciar que comptarien amb la participació de tres actors de La casa de paper, Miguel Herrán, María Pedraza i Hovik Keuchkerian. El setembre de 2024, es va anunciar que Isak Ferriz també era part del repartiment principal.
El rodatge va començar a Barcelona i es va allargar durant dos mesos. Entre el 9 i l'11 d'octubre de 2023 es van rodar diverses escenes en el districte de Chamberí a Madrid.

## Estrena i màrqueting
El setembre de 2024, Netflix va llançar el tràiler d'Asalto al Banco Central i va programar la seva estrena per al 8 de novembre de 2024.